# NRK music
La NRK Music è un'etichetta discografica indipendente fondata a Bristol, in Inghilterra, negli anni '90.

## Storia
La NRK nasce nel 1996 da un'idea dei DJ Nick Harris e Redg Weeks, che già a partire dal 1992 avevano fondato un'omonima agenzia di booking che portava in Inghilterra i DJ più famosi del continente americano: Larry Heard, Carl Craig ma anche europei come Dimitri from Paris o Muosse T. In ogni caso già allora in una NRK che come label era ancora solo un sogno, già era chiaro il concept musicale che avrebbe seguito, che poi rispecchia i gusti dei suoi fondatori: deep house sullo stile statunitense con piccole puntate su suoni maggiormente freddi e meccanici. Una linea mantenuta per circa 150 releases ovvero quelle prodotte dal '96 ad oggi. Molti i successi come "House'n'Kotrol" di Nelson Rosado, prima uscita NRK, per passare ai singoli firmati da Ian Pooley, o "El Amor" di Joeski & Chus, o le recenti "Let's Be young" di Quentin Harris e "Bar A Thym" di kerri Chandler, uno dei "pezzi da novanta" che hanno legato il proprio nome all'etichetta di Bristol.

## Compilation
La NRK si è sempre distinta per l'attenzione posata sulla produzione e distribuzione di compilation e selezioni per i DJ e il grande pubblico. La più famosa e attesa dagli addetti ai lavori è senza dubbio "Coast 2 Coast" che riassume in sé il meglio della produzione musicale del periodo, secondo il parere di autorevoli artisti come Quentin Harris, Âme, e Kerri Chandler, giusto per citare alcuni nomi apparsi fino ad ora sulle copertine della compilation (vendute sia su vinile, sia su CD). Di grande importanza anche "Nite:Life", serie di mini-raccolte su vinile che è partita nel 2000 e ad oggi conta circa 20 capitoli, sempre compilati da nomi molto importanti della scena classic house ma anche elettronica, come Peace Division e Jamie Anderson, che selezionano musica alternativa e in linea con i canoni dell'etichetta. Infine è da citare l'uscita nel 2007 di "Back in the box" ad opera di Joey Negro.

## Maggiori artisti
- Ron Trent
- Ian Pooley
- Kerry Chandler
- Nick Holder
- Lenny Fontana
- Joey Negro
- Alix Alvarez
- Franck Roger
- Jamie Anderson
- Peace Division
- Freeform Five
- Dimitri from Paris
- Miguel Migs